# Pegasidae
Pegasidae là danh pháp khoa học của một họ cá biển trong bộ Syngnathiformes.

## Từ nguyên
Tên gọi đặt theo Pegasus, con ngựa có cánh trong thần thoại Hy Lạp, sinh ra từ máu của Medusa; giúp Bellefron chống lại Chimera.

## Phân loại
Tên gọi Pegasini ở cấp phân họ trong họ Syngnathidae được Charles Lucien Bonaparte đặt năm 1831. Nhiều tài liệu coi Adams Arthur (1854) là tác giả của danh pháp Pegasidae, tuy nhiên danh pháp Pegasidae ít nhất đã được Johann Jakob Kaup đặt và mô tả từ năm 1853. Hiện tại, nhiều nguồn coi Bonaparte (1831) là tác giả của danh pháp Pegasidae, có lẽ là suy ra từ Pegasini của ông.
Họ này theo truyền thống xếp trong phân bộ Syngnathoidei của bộ Gasterosteiformes,
Các phân loại phân tử gần đây nói chung xếp họ này vào bộ Syngnathiformes, nhưng vị trí trong bộ thì chưa có sự thống nhất giữa các tác giả khác nhau. Cụ thể, trong ấn bản lần 5 của Fishes of the World năm 2016, họ này được xếp trong liên họ Pegasoidea của phân bộ Syngnathoidei. trong khi nghiên cứu của Betancur et al. (2013, 2014, 2017), và của Longo et al. (2017) xếp họ này trong phân bộ Dactylopteroidei bộ Syngnathiformes.
Đôi khi họ này cùng Dactylopteridae được xếp riêng trong bộ Dactylopteriformes.

## Đặc điểm
Cơ thể rộng và nén xuống, chứa trong các tấm xương. Miệng nhỏ và ở phía dưới; không răng. Mỏ dài và dẹt, sinh ra từ sự hợp nhất của các xương mũi. Hàm có thể thò ra để tạo ra cái miệng hình ống được sử dụng để hút giun và các động vật không xương sống nhỏ khác ra khỏi hang hốc của chúng. Các sợi mang giống như thùy và với các búi. Xương nắp mang và dưới nắp mang rất nhỏ. Xương trước nắp mang phình rất to. Vây lưng và vây hậu môn ngắn, không tia gai và thường với 5 tia mềm mỗi vây. Vây ngực tương đối lớn và nằm ngang; tia không phân nhánh 10-18. Vây chậu ở phần bụng, tia gai 1, tia mềm 1-3. Tia vây đuôi 8; cuống đuôi hình tứ giác. Tia che nắp mang 5; dạng sợi. Không xương trên thìa và xương dưới thìa. Xương ổ mắt 3; xương tuyến lệ lớn nhất. Không bong bóng. Đốt sống 19-22, 6 đốt sống đầu tiên ở phần bụng thuôn dài. Kiếm ăn bằng chiếc mõm có thể thò dài ra, với thức ăn là các loài động vật sống đáy nhỏ. Sinh sản diễn ra ở vùng nước gần bề mặt. Chiều dài trong khoảng 8–20 cm. Loài E. draconis định kỳ thay da theo kiểu như lột xác, có lẽ thường khoảng 1-5 ngày một lần.

## Phân loại
Hiện tại họ cá này có 6 loài trong 2 chi:
- Eurypegasus Bleeker, 1863
  - Eurypegasus draconis (Linnaeus, 1766): Cá rồng thân to. Ấn Độ Dương – tây Thái Bình Dương.
  - Eurypegasus papilio (Gilbert, 1905): Vùng biển quanh quần đảo Hawaii.
- Pegasus Linnaeus, 1758
  - Pegasus lancifer Kaup, 1861: Vùng biển miền nam Australia và quanh đảo Tasmania.
  - Pegasus laternarius Cuvier, 1816: Cá rồng ngắn. Ấn Độ Dương – tây Thái Bình Dương.
  - Pegasus tetrabelos Osterhage, Pogonoski, Appleyard & White, 2016: Vùng biển phía đông Australia.
  - Pegasus volitans  Linnaeus, 1758: Cá rồng bay. Ấn Độ Dương – tây Thái Bình Dương.

## Hình ảnh

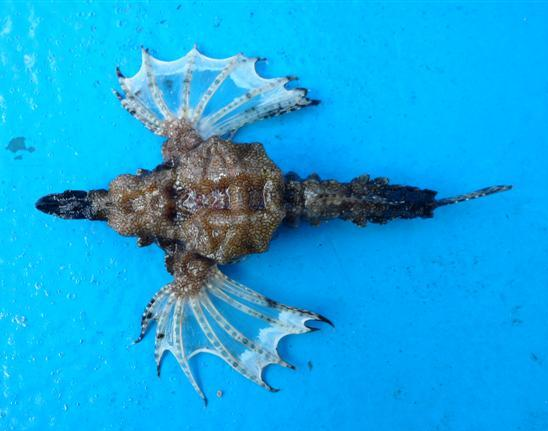
Eurypegasus draconis
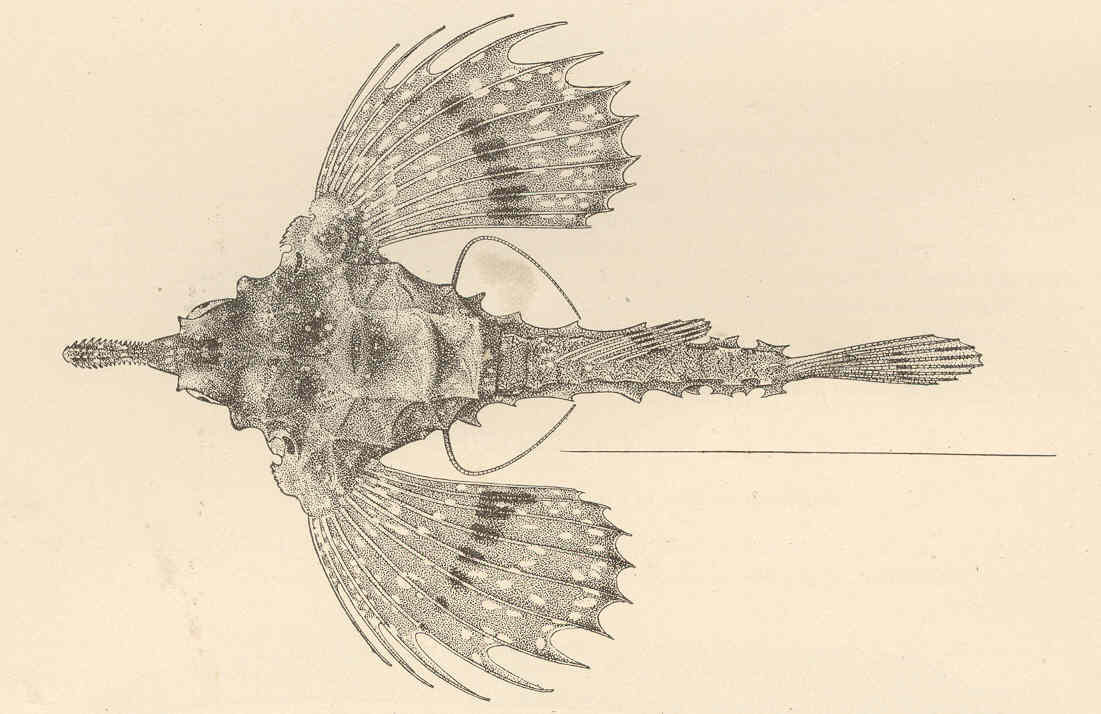
Eurypegasus papilio
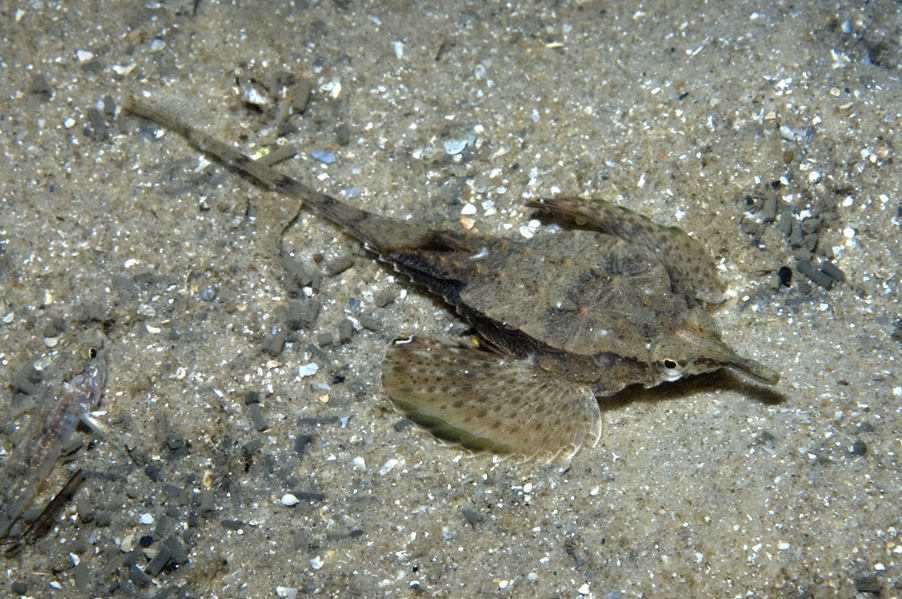
Pegasus lancifer
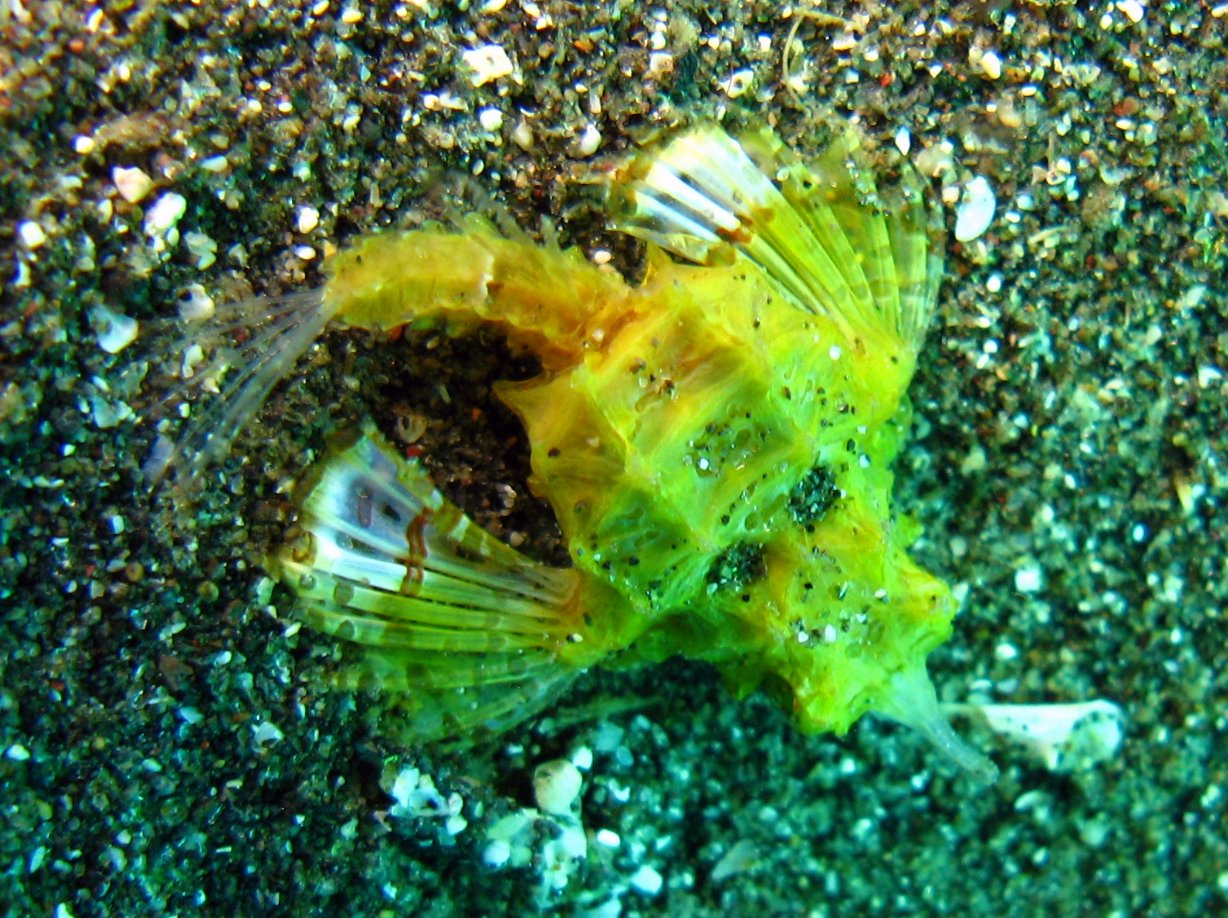
Pegasus laternarius
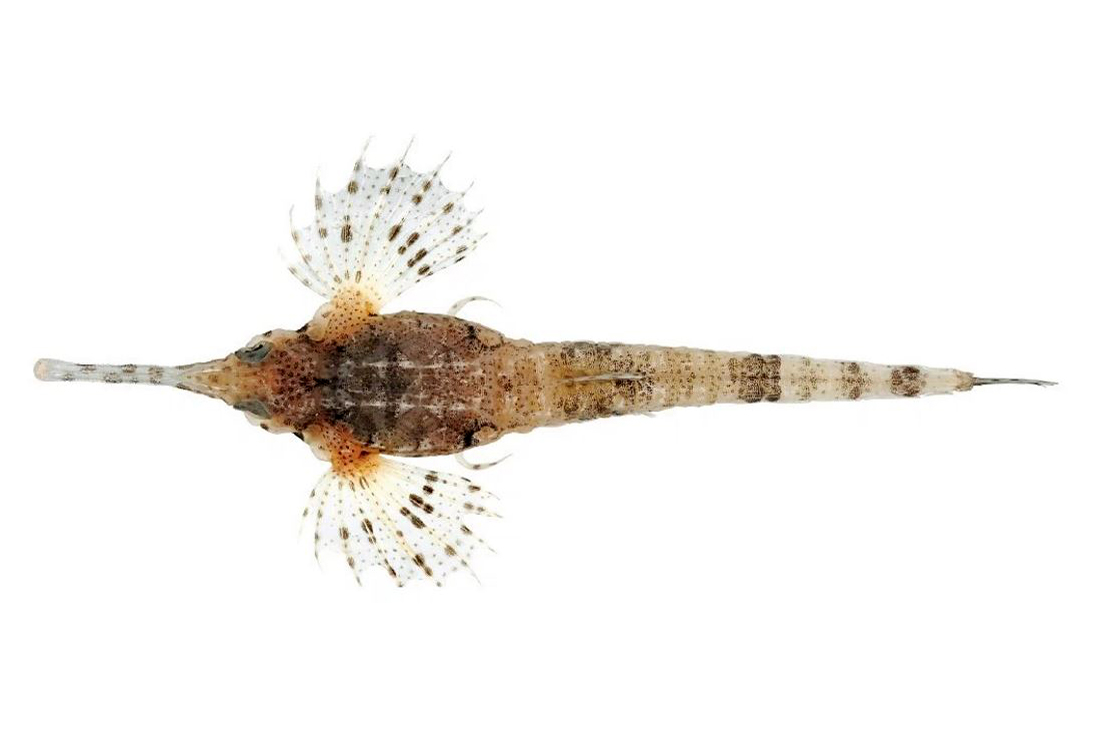
Pegasus terabelos
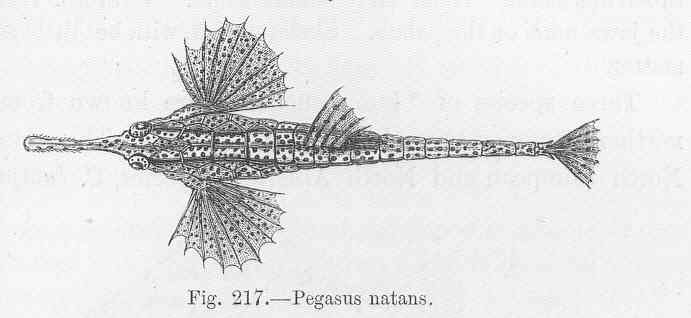
Pegasus volitans